# التفاح (غزة)
حي التفاح هو أحد أحياء مدينة غزة. تعود هذه التسمية لكثرة أشجار التفاح التي كانت تنتشر في هذا الحي، وهو من الأحياء القديمة بمدينة غزة. تبلغ مساحته 2898 دونم وبلغ عدد سكانه عام 2011م 41500 نسمة. اما بالنسبة للمراكز الصحية الموجودة ففيه مركزان للرعاية الأولية الحكومية هما: عيادة الصوراني وعيادة الحرية، ومركز صحي غزة يتبع وكالة الغوث، ومركز حيفا التابع لجمعية الصلاح الإسلامية، كما يوجد به العديد من المدارس والمساجد منها مسجد علي ابن مروان الأثري، القعقاع- الجولاني ، وفيها فرع لجامعة الإسراء.

## في الحرب على غزة 2014
في 24 يوليو 2014 تحرك مقاتلوا كتائب القسام؛ رداً على المجازر التي ارتكبها الجيش الإسرائيلي، فتسللوا خلف القوات الصهيونية المتوغلة شرق حي التفاح وقتلوا (8) جنود من مسافة صفر، ودمّروا ناقلة جند من نوع شيزاريت بقذيفة آر بي جي - 29.
وفي 31 يوليو 2014 كمنت مجموعة من قوات النخبة القسامية لقوة صهيونية خاصة قرب مسجد الفردوس شرق حي التفاح وخاضت معها اشتباكاً عنيفاً، ثم هاجمت قوة خاصة كانت تتحصن في أحد المنازل بالمنطقة وأجهزت على 3 من جنود الاحتلال.